# Тулуин
Тулуин (лат. Tuluin; казнён в 532 или 533) — остготский военачальник и государственный деятель первой трети VI века.

## Биография

### Ранние годы
Основным историческим источником о жизни Тулуина являются письма, сохранившиеся в собрании посланий Магна Аврелия Кассиодора.
По свидетельству Кассиодора, Тулуин принадлежал к знатной остготской семье и ещё ребёнком был назначен прислужником при остготском королевском дворе. Однако, возможно, его происхождение не было столь высоко, как об этом сообщал Кассиодор, и возвышению Тулуина способствовали его воинские таланты. Позднее он стал зятем Теодориха Великого, взяв в жёны одну из его дочерей.

### На службе короля Теодориха Великого

#### Походы 504—505 годов
Первое датированное упоминание о Тулуине в исторических источниках относится к 504 году, когда он под командованием комита Питцы принял участие в сражении с королём гепидов Тразарихом и в захвате Сирмия. В 505 году Тулуин участвовал в сражении при Горреум Марги, в котором войска Питцы и Мунда нанесли поражение византийской армии под командованием Флавия Сабиниана. После возвращения из этого похода Тулуин стал одним из ближайших советников короля Теодориха Великого.

#### Участие в Вестгото-франкской войне
В 508—509 годах Тулуин, уже герцог, упоминается (наряду с Иббой и Маммо) в качестве командующего остготским войском, принимавшим участие на стороне вестготов в войне с франками и бургундами. О ходе этой военной компании средневековые источники сообщают не очень много подробностей. Среди упоминаемых в этой связи событий — снятие остготами бургундо-франкской осады с Арля, во время которого Тулуин был ранен, отвоевание Марселя, ранее захваченного бургундами, деблокирование Каркасона, где находилась часть сокровищницы вестготских королей, а также разорение галльских земель. После установления полного контроля над Провансом эти земли не были возвращены вестготам, а стали частью Остготского королевства.

#### Поход в королевство бургундов
В 523 году Тулуину было поручено возглавить остготскую армию, которая должна была совершить поход в королевство бургундов и оказать помощь королям франков Хлодомеру и Теодориху I. Поводом для вмешательства остготов в бургундо-франкский военный конфликт стало убийство в 522 году по приказу бургундского короля Сигизмунда Сигириха, своего сына от дочери Теодориха Великого. Несмотря на то, что правители остготов и франков договорились совместно напасть на бургундов, Теодорих Великий повелел Тулуину двигаться в район военных действий как можно медленнее, надеясь, в случае если франки и бургунды вступят друг с другом в битву, сохранить свою армию для участия в разделе земель королевства бургундов. Когда же остготское войско наконец соединилось с франками, те уже сразились с бургундами, нанеся поражение королю Сигизмунду. На упрёки франков в сознательной задержке, Тулуин заявил, что в его опоздании виновны трудности при переходе войска через Альпы, и выплатил союзникам ранее согласованный для такого случая штраф.
В течение года остготы взяли под контроль все бургундские земли от Дюранса до Дрома, а, возможно, и до Изера. Возглавляемое Тулуином войско не участвовало в состоявшемся в 524 году при Везеронсе новом бургундо-франкском сражении. Более того, Тулуин вступил в переговоры с новым бургундским королём Годомаром II и добился от того в качеству платы за уход остготского войска передачи Теодориху Великому власти над пятью городами к югу от реки Дром. Благодаря этому приобретению, владения Остготского королевства в Галлии достигли своего наибольшего размера. По возвращении в Италию Тулуин был щедро награждён Теодорихом Великим, получив находившееся в новопреобретённых землях поместье со всеми его доходами.

### Второе лицо королевства
При короле Теодорихе Великом Тулуин занимал ряд высоких государственных должностей, в том числе, был майордомом королевского дворца. После смерти Теодориха, скончавшегося в 526 году, он сохранил своё положение и при новом правителе остготов, короле Аталарихе. При этом несовершеннолетнем монархе, правившем под опекой своей матери Амаласунты, Тулуин занимал должность patricius praesentalis, то есть являлся командующим всеми остготскими войсками в Италии, и был сенатором. Таким образом, формально, он был вторым, после короля, лицом в государственной иерархии королевства.
Как командующий остготским войском Тулуин настаивал на том, чтобы, согласно древним германским обычаям, Аталарих получил подобающее королю военное воспитание. Это, вероятно, привело его к конфликту с Амаласунтой, считавшей, что её сын, как наследник власти римских императоров, должен был получить светское образование. Предполагается, что из-за этого Тулуин примкнул к той части остготской знати, которая в 532 или 533 году предприняла попытку сместить с престола Аталариха и Амаласунту, и передать власть над остготами Теодахаду. Вероятно, после неудачи заговора, Тулуин как возможный претендент на престол в числе трёх знатнейших остготов был выслан из столицы королевства, Равенны, после чего казнён. Новым patricius praesentalis по приказу Амаласунты был назначен префект претория Галлий Либерий.
Известно, что у Тулуина был сын. О нём сообщается только то, что он вместе с отцом спасся в кораблекрушении около Аквилеи, в то время как все остальные их спутники погибли.